# La sinagoga de Satanàs
La sinagoga de Satanàs (alemany: Die Synagoge des Satan) és un llibre de l'autor polonès Stanisław Przybyszewski, publicat per primera vegada en alemany el 1897. Es considera una de les obres fonamentals sobre el satanisme, sent Przybyszewski el primer autor a referir-se a si mateix com a «satanista».

## Contingut
La Sinagoga de Satanàs explora la història del satanisme i el seu desenvolupament, aprofundint en la pràctica de la bruixeria, els sàbats, la màgia negra i les misses negres. El títol és una al·lusió a dos passatges de la Bíblia, concretament Apocalipsi 2:9 i Apocalipsi 3:9, on apareix l'expressió.
| «                                                                                             | Conec la teva tribulació i la teva pobresa —encara que ets ric—, i la calúmnia de part dels qui es diuen jueus, però no ho són, sinó que són sinagoga de Satanàs. | » |
| — Apocalipsi 2:9. La Bíblia / versió dels textos originals i notes pels monjos de Montserrat, | |   |

| «                                                                                             | Vet aquí que dels de la Sinagoga de Satanàs, dels qui es diuen jueus, però no ho són, sinó que menteixen... faré que vinguin i se't prosternin davant dels peus, i reconeguin que jo t'he estimat. | » |
| — Apocalipsi 3:9. La Bíblia / versió dels textos originals i notes pels monjos de Montserrat, | |   |

L'obra està dividida en dues parts: "L'aparició de l'Església de Satanàs" i "El culte a l'Església de Satanàs".